# 布蘭島
布蘭島是印度尼西亞的島嶼，屬於廖內群島的一部分，由廖內群島省負責管轄，位於巴淡島西南2.5公里，長16.9公里、寬7.8公里，面積100平方公里。